# 留公陂
留公陂，旧名丰谷陂，俗称陈三坝，位于中国福建省泉州市洛江区双阳街道坝南村、惠安县洛阳镇陈坝村，为南宋绍兴三十年（1160年）右史留元刚倡筑，最早只筑纵六十步，横一百三十尺，深为横的五分之一，可灌田三千六百余亩，是泉州最早的水库堤坝。明嘉靖十二年（1533年），由泉州太守屠倬于陂左筑堤三十六丈，深九丈五尺。后历代均有修葺。附属文物有陂南的明屠公碑块，碑高2.45米，宽0.86米，厚0.15米。2009年11月16日公布为第七批福建省文物保护单位。